# اثنان وتسعون قرار
تم صياغة القرارات الاثنان والتسعون بواسطة لويس جوزيف بابينو وأعضاء آخرين من حزب الوطن الكندي في عام 1834. وكانت القرارات سلسلة طويلة من المطالب للإصلاحات السياسية في المستعمرة التي يحكمها البريطانيون.
كان بابينو قد انتخب رئيسا للجمعية التشريعية في كندا السفلى في عام 1815. وكان حزبه يعارض باستمرار الحكومة الاستعمارية غير المنتخبة، وفي عام 1828 ساعد في صياغة جزء من القرارات التي كانت ضد الإدارة الاستعمارية. ولضمان فهم آراء مجلس النواب التشريعي من قبل مجلس العموم، أرسل الحزب الوطني وفده الخاص إلى لندن لتقديم مذكرات معارضة وقام بتوقيعها 87000 شخص.
في 28 فبراير 1834، قدم بابينيو القرارات الاثنين والتسعين إلى الجمعية التشريعية وتمت الموافقة عليها وأرسلت إلى لندن. وشملت القرارات، من بين أمور أخرى، المطالبة بمجلس تشريعي منتخب ومجلس تنفيذي مسؤول أمام مجلس النواب. وبموجب القانون الدستوري لعام 1791، أُعطيت حكومة كندا السفلى جمعية تشريعية منتخبة، لكن أعضاء مجلس الشيوخ تم تعينهم من قبل حاكم المستعمرة.
وضمن القرارات، أعاد النواب المنتخبون التأكيد مرة أخرى على ولائهم للتاج البريطاني، لكنهم عبروا عن شعورهم بالإحباط من أن حكومة لندن لم تكن راغبة في تصحيح المظالم التي تسببت بها الحكومات المستعمرة السابقة.
تم تجاهل قرارات بابينو لمدة تقارب ثلاث سنوات. وفي غضون ذلك، قامت الجمعية التشريعية بكل ما في وسعها لمعارضة المناصب العليا غير المنتخبة مع تجنب التمرد الصريح. وفي النهاية رد عليهم وزير المستعمرات البريطاني اللورد راسل بإصداره عشرة قرارات خاصة به (قرارات راسل). تم رفض جميع مطالب الجمعية التشريعية.
وصلت القرارات العشرة إلى كندا في عام 1837، وبدأ العديد من رجال بيانو الذين يسعون إلى الإصلاح بالتحريض على التمرد. انظر تمرد كندا السفلى.